# 益田喜頓
益田 喜頓（ますだ きいとん、本名：木村 一、1909年〈明治42年〉9月11日 - 1993年〈平成5年〉12月1日）は、日本の俳優。昭和期を代表するコメディアンである。芸名の「ますだきいとん」は三大喜劇王の一人、「バスター・キートン」のもじり。

## 来歴・人物
1909年（明治42年）9月11日、北海道庁函館区青柳町（現在の北海道函館市青柳町）に、会津藩の武家上がり（戦さに敗れ、新潟から船で函館へ逃れてきた）の家に生れる。当時　木村家は土木請負業を経営し、石山も2ヵ所あった。又七飯村には杉林で囲まれた何万坪もある別荘を持ち、年間の半分はこの別荘で過ごした。裕福な家で育つが、7歳の時祖父が亡くなり、父親の代で事業は失敗。父親が「アメリカで一旗あげる」と言って、祖母、母、そして5人の兄弟（後に末の妹ができる）を残し蒸発。一家は谷地頭の長屋のような小さな家へ移転。貧しい生活状態が続いた。その頃から喜劇映画が好きで、特にバスター・キートン（大ファンであったため、仲間からもキートンのあだ名で呼ばれていた）、チャップリン、ペン・タービン、ハリー・ラングドン、ロイドらが主役を演じるアメリカの短編喜劇の無声映画を好んで観ていた。
1923年（大正12年）、北海道庁立函館商業学校（旧制、現在の北海道函館商業高等学校）に入学する。トルストイを愛読し、小説家を志す一方、野球部に入り頭角を現し、三塁手として活躍し、北海中学校（旧制、現在の北海高等学校）に引き抜かれる。卒業後、「函館太洋倶楽部」に入り野球を続けるが、鈍足のため野球の道をあきらめる（当時の久慈次郎主将から当時設立したばかりのプロ野球に誘われている）。
1930年（昭和5年）、小樽の五十嵐財閥経営の貿易会社に入社し、同系列資本の札幌の「赤い風車レビュー団」を手伝っていたが、翌年解散したので上京し、吉本興業（東京吉本）に入社し、「花月劇場」でショーに出演する。
1936年（昭和11年）、川田義雄、芝利英、坊屋三郎と「あきれたぼういず」を結成し、クラシック、ジャズから流行歌まで様々な替え歌やナンセンスギャグ、パロディなどで一世を風靡する。なお、芝利英（坊屋三郎の弟）とは中学の同級生。「あきれたぼういず」での益田の得意技はヨーデルであった。
1939年、一旦は新興キネマ演芸部の引き抜きに応じ同社に移籍するが、結局新興との契約を破棄し、「あきれたぼういず」を脱退する。第二次世界大戦中の1942年に、木村恵吾監督の『歌う狸御殿』に出演し、キートンばりの演技を披露した。「益田喜頓一座」を旗揚げするが大阪で連合国軍機の空襲にあい解散する。

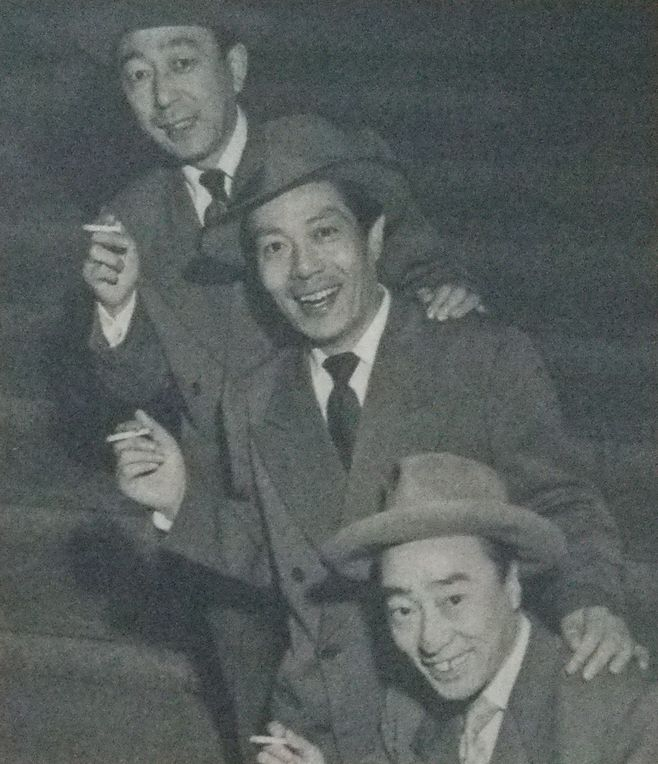
あきれたぼういず時代（1950年・上）

戦後、1946年（昭和21年）に、坊屋三郎、山茶花究と「あきれたぼういず」を再結成するが、1951年に解散。その後、映画を中心に活躍する。
1957年（昭和32年）に、東宝演劇部に入り、ミュージカルにも積極的に出演し、特に『マイ・フェア・レディ』（1963年）のピカリング大佐役が知られる。また、『屋根の上のヴァイオリン弾き』は、1967年の初演以来907公演に司祭役で出演し、代表作となった。
1990年（平成2年）には半世紀以上住んでいた台東区西浅草を離れ、函館へ「永住帰郷」した。
その後も舞台やテレビで活躍したものの、1993年（平成5年）12月1日、大腸癌のため、函館の病院で死去。84歳没。墓所は函館市実行寺。浅草寺境内の「喜劇人の碑」にその名を残す（2001年）。
筆まめで知られ、エッセイ集や短編小説集などといった著作も数多くある。おなじ浅草の喜劇人キドシンこと木戸新太郎は同郷・同窓で函館商業学校の7つ後輩に当たる。また夫人は同じ東京吉本所属の女優で、戦前の「吉本ショウ」の舞台で人気を博したミス花月。

## 主な出演

### 映画
- 歌ふ狸御殿　1942年　監督木村恵吾　※大映京都
- 唄まつり百万両　1948年　監督斎藤寅次郎、脚本三村伸太郎・岸松雄、主演柳家金語楼、共演川田晴久、木戸新太郎、清川虹子、宮川玲子　※配給東宝
- おどろき一家　1949年　監督斎藤寅次郎、原作阿木翁助、音楽古関裕而、主演入江たか子、共演利根はる恵、清川虹子、美空ひばり、花菱アチャコ、古川ロッパ、木戸新太郎、渡辺篤、清川玉枝、杉山美子　※太泉映画、配給東京映画配給
- 初笑い寛永御前試合　1953年　監督斎藤寅次郎、主演花菱アチャコ、共演江川宇礼雄、光岡早苗、キドシン、森川信、堺駿二、清川虹子、藤間紫、内海突破、横山エンタツ、シミキン、古川ロッパ、川田晴久、小笠原章二郎、伴淳三郎、柳家金語楼、神楽坂はん子　※新東宝
- 銭形平次捕物控・金色の狼　1953年　監督森一生　※大映京都　（八五郎役）
- 仇討珍剣法　1954年　監督斎藤寅次郎、主演花菱アチャコ、共演木戸新太郎、伴淳三郎、南悠子、浦島歌女　※宝塚映画、配給東宝
- 東映家庭劇シリーズ 花ごよみ八笑人　1955年　監督斎藤寅次郎、主演堺駿二、共演星美智子、東宮秀樹、キドシン、大泉滉　※東映東京撮影所
- 刑事物語シリーズ（主演作）　1960〜61年　監督小杉勇、共演待田京介、青山恭二　※日活
- ドドンパ酔虎伝（1961年、大映）
- 君も出世ができる　1964年 - 片岡社長役
- チョットだけョ全員集合!!　1973年 - 小原庄助役

### ドラマ
- あんみつ姫（映画版）　※不知火甚内
- 男嫌い（1963年 - 1964年、NTV）
- ザ・ガードマン（1966年、大映テレビ・TBS）

第69話「宝島は太陽の下に」
- 松本清張シリーズ 「俺は知らない」（1966年、KTV）
- 意地悪ばあさん 第16話「サービス教えますの巻」（1968年、YTV）
- 進め!青春 第10話「ハプニング合宿」（1968年、NTV）
- 赤ひげ 第35話「生きがい」（1973年、NHK）
- 高原へいらっしゃい（1976年、TBS） - 高間麟二郎
- 太陽にほえろ! 第214話「奇妙な友達」（1976年、NTV） - 市村雄三 ※特別出演
- マー姉ちゃん（1979年、NHK） - 牛尾一平
- 新・なにわの源蔵事件帳 第13話「夏を欺く男」（1984年、NHK）
- 妻そして女シリーズ（MBS）
  - 不倫の妻（1986年）
  - 息子の先生（1986年）

### アニメ
- 長靴をはいた猫 - 王様 役
- くるみ割り人形 - 皇帝 役

### 舞台
- 放浪記（1961年・1971年） - 白坂五郎 役

### 出演CM
- 大沼だんご　大沼国定公園・沼の家の娘と共演。
- ファーストキッチン　同社のヒット商品・ベーコンエッグバーガーの事を「ファーなんとかのベーなんとか…」と、コミカルに宣伝
- アコム　共演大場久美子
- 北海道拓殖銀行（拓銀、年金受け取り編）
- シャープ「メロディーサーチャーW」
- 味の素
- 山之内製薬 「ハーブキャンディー」
- サンヨー食品 「サッポロ一番カップスター」

### その他
- チロリン村とくるみの木（NHK人形劇） - ハラペコ熊のペコポン

## 受賞歴
- 毎日芸術賞 演技賞『マイ・フェア・レディ』（1963年）
- 紫綬褒章（1977年秋の褒章）
- 勲四等旭日小綬章（1984年春の叙勲）
- 函館市栄誉賞（1990年）
- 菊田一夫演劇賞 特別賞
- 日本演劇協会功労賞
- 浅草芸能大賞

## 音楽

### シングル
| 発売日           | 規格           | 規格品番       | 面             | タイトル                         | 歌手                |
| キングレコード   | キングレコード | キングレコード | キングレコード | キングレコード                   | キングレコード      |
| ---------------- | -------------- | -------------- | -------------- | -------------------------------- | ------------------- |
| 1960年           | EP             | EB-384         | A              | 心に太陽持っている               | 益田喜頓            |
| 1960年           | EP             | EB-384         | B              | あの娘は胸に                     | 春日八郎            |
| 東芝レコード     |                |                |                |                                  |                     |
| 1960年           | EP             | TR-1133        | A              | 娘よ                             | 益田喜頓            |
| 1960年           | EP             | TR-1133        | B              | 息子よ                           | 益田喜頓            |
| 東宝レコード     |                |                |                |                                  |                     |
| 1970年10月       | EP             | AS-1015        | A              | 喜頓のララバイ                   | 益田喜頓            |
| 1970年10月       | EP             | AS-1015        | B              | 旅路の果て                       | 益田喜頓            |
| 東芝レコード     |                |                |                |                                  |                     |
| 1976年           | EP             | TC-3040        | A              | なぜ？                           | 益田喜頓・水森亜土  |
| 1976年           | EP             | TC-3040        | B              | リップル・マリンを知ってるかい？ | 水森亜土            |
| トーラスレコード |                |                |                |                                  |                     |
| 1988年7月23日    | EP             | 07TR-1190      | A              | さらば友よ-最後の握手-           | 野口五郎 & 益田喜頓 |
| 1988年7月23日    | EP             | 07TR-1190      | B              | ふたつのカーネーション           | 野口五郎 & 益田喜頓 |

### アルバム
| 発売日         | 規格           | 規格品番       | タイトル                                       |
| 日本ウインザー | 日本ウインザー | 日本ウインザー | 日本ウインザー                                 |
| -------------- | -------------- | -------------- | ---------------------------------------------- |
| 1968年12月     | LP             | ALW-003        | 喜劇王益田喜頓のすべて ALL ABOUT MASUDA KIITON |
| 1971年         | LP             | AW-0014        | おやじのサンバ                                 |
| キングレコード |                |                |                                                |
| 1974年5月      | LP             | SAW-89-90      | ムーラン・ルージュの灯は消えず 戦前篇          |
| 2008年6月4日   | CD             | KICS8162-63    | ムーラン・ルージュの灯は消えず 戦前篇          |
| 東芝レコード   |                |                |                                                |
| 1975年4月5日   | LP             | TP-60033       | 喜頓の青い鳥はどこ 古いノート                  |

## 著書
- 下町交狂曲、毎日新聞社、1980年
- キートンの浅草ばなし、読売新聞社、1986年 ISBN 4643746009
- キートンの人生楽屋ばなし、北海道新聞社、1990年 ISBN 4893635883
- キートンの笑智大学 - 笑いの学舎(まなびや)、ぴいぷる社、1992年 ISBN 4893740644
- 苺ミルク - 益田喜頓短編小説集、近代文芸社、1994年 ISBN 4773328398